# San Paolo Solbrito
San Paolo Solbrito là một đô thị ở Province of Asti in the Italian region Piedmont, có khoảng cách khoảng 25 km về phía đông nam của Torino và khoảng 20 km về phía tây bắc của Asti. Tại thời điểm ngày 31 tháng 12 năm 2004, đô thị này có dân số 1.127 người và diện tích là 11,9 km².
San Paolo Solbrito giáp các đô thị: Dusino San Michele, Montafia, Roatto, Villafranca d'Asti, và Villanova d'Asti.